# Sculptură în gheață

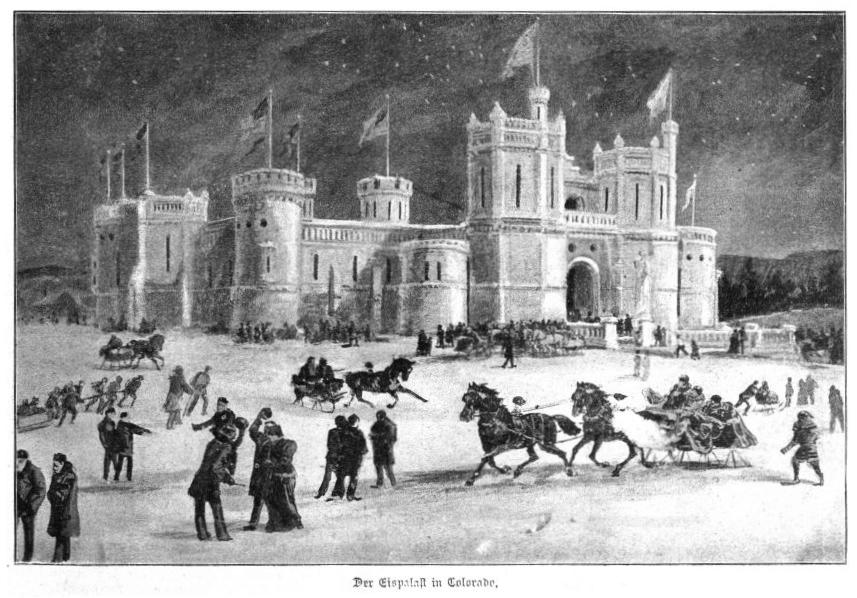
Palat de gheață, Colorado 1896

Sculptura în gheață constă în crearea a diferite obiecte din gheață sau zăpadă fiind o punere în formă artistică a gheții / zăpezii.
Durata de viață a unei sculpturi este, în primul rând, determinată de temperatura ambientală și astfel, ea poate varia de la câteva minute la câteva luni. Există numeroase festivaluri și concursuri de sculptură în gheață și zăpadă, în lumea întreagă.

## Istoric
Din datele actuale se consideră că această formă de sculptură ar fi apărut prin secolul al XVIII-lea în Rusia. Astfel au luat naștere diferite obiecte sau chiar palate din gheață. Această tradiție a fost reînviată în anul 1950 de studenții din Sapporo, aici fiind create din gheață, sculpturi uriașe. De atunci are loc anual în Saporo, Festivalul sculpturii în gheață. Acest fel de sport are tot mai mulți adepți. În februarie 2002 în Graz, are loc pentru prima oară pe această temă, un campionat mondial.

## Materie primă
Sculptarea gheții prezintă o serie de dificultăți datorită variabilității și volatilității materialului. Gheața poate fi sculptată într-o gamă largă de temperaturi, iar caracteristicile gheții se vor schimba în funcție de temperatura ei și de temperaturile din jur. Sculpturile sunt în general cioplite din blocuri de gheață și aceste blocuri trebuie selectate cu atenție pentru a fi potrivite scopurilor sculptorului și nu trebuie să conțină impurități nedorite. De obicei, gheața ideală pentru sculptură este făcută din apă limpede și curată. Cu toate acestea, gheața curată, transparentă este rezultatul procesului de congelare și nu este neapărat legată de puritatea apei. Gheața înghețată este adesea rezultatul moleculelor de aer fin prinse, care tind să se lege de impurități în timpul înghețării în mod natural. Gheața mecanică limpede este de obicei făcută ca rezultat al controlării procesului de congelare prin circulația apei în camera de congelare. Acest proces speră să elimine orice aer capturat de la legarea impurităților în procesul de înghețare. Anumite mașini și procese permit înghețarea lentă și îndepărtarea impurităților și, prin urmare, sunt capabile să producă blocurile clare de gheață care sunt favorizate de sculptorii în gheață.

## Utilizare
Sculpturile de gheață sunt decorate în unele bucătării și pot fi utilizate pentru a spori prezentarea alimentelor, în special alimentele reci, cum ar fi fructele de mare sau sorbete. Istoria creării felului de mâncare Peach Melba povestește despre bucătarul Auguste Escoffier, care a folosit o lebădă de gheață pentru a prezenta felul de mâncare. 

## Concursuri și festivaluri
- Festivalul sculpturii în gheață de la Sapporo
- Festivalul de sculptură în gheață și în zăpadă de la Harbin
- The International Ice Sculpture Festival de la Jelgava
- Festivalul internațional de sculptură în gheață de la Poznań
- Concursul internațional de sculptură în gheață și zăpadă de la Valloire[2]

## Galerie de imagini

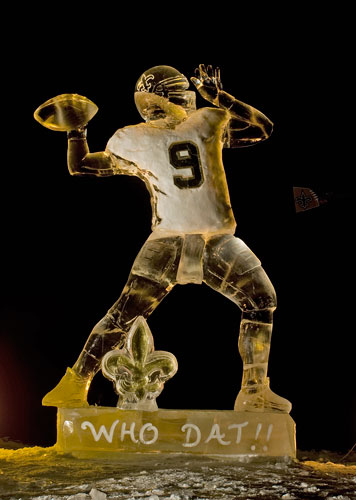
„Cool Brees”: Reprezentarea lui Drew Brees (2,7 m), quarterback la New Orleans Saints[3], în 2010, la World Ice Art Championships
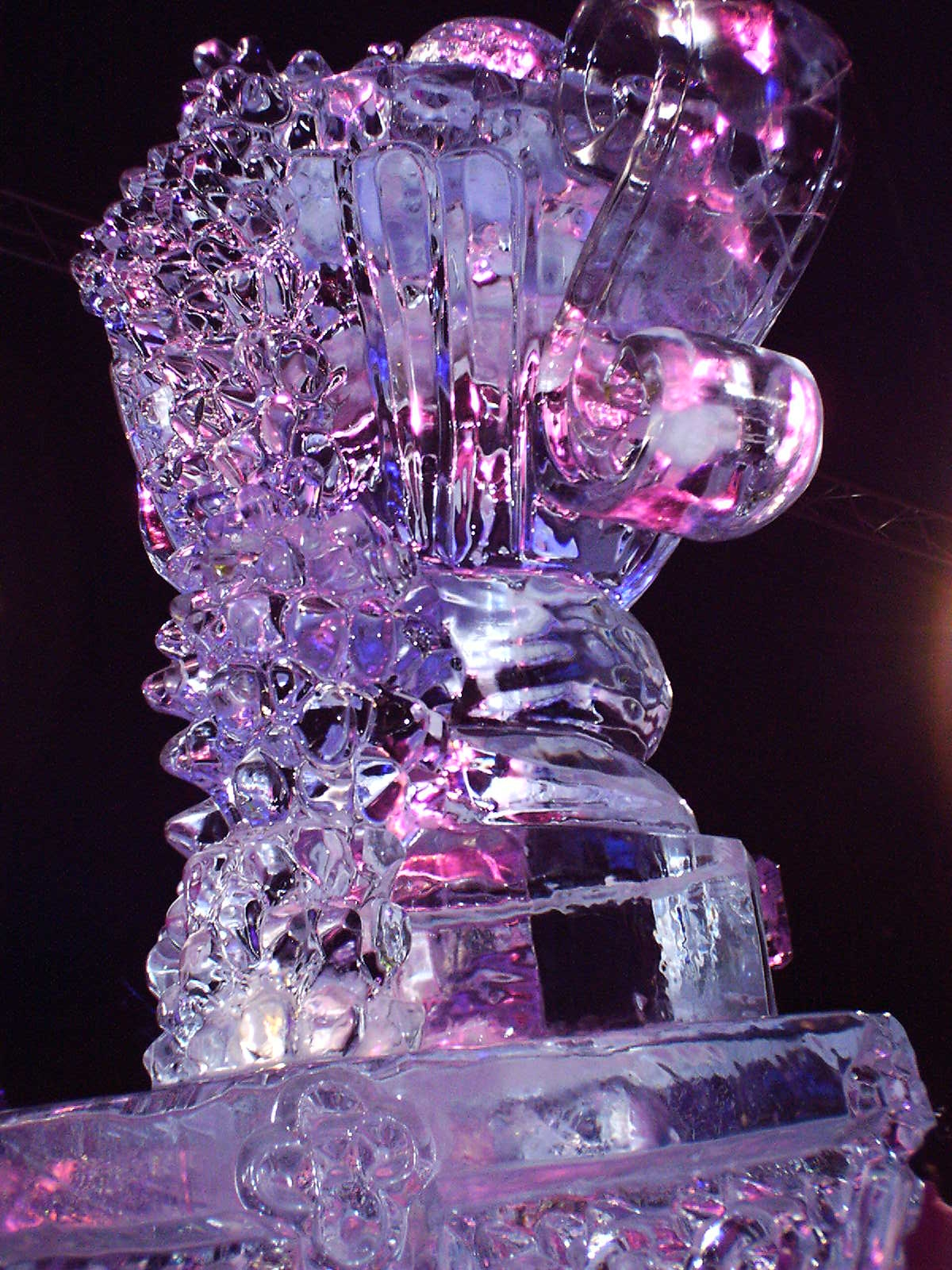
Sculptură în gheaţă
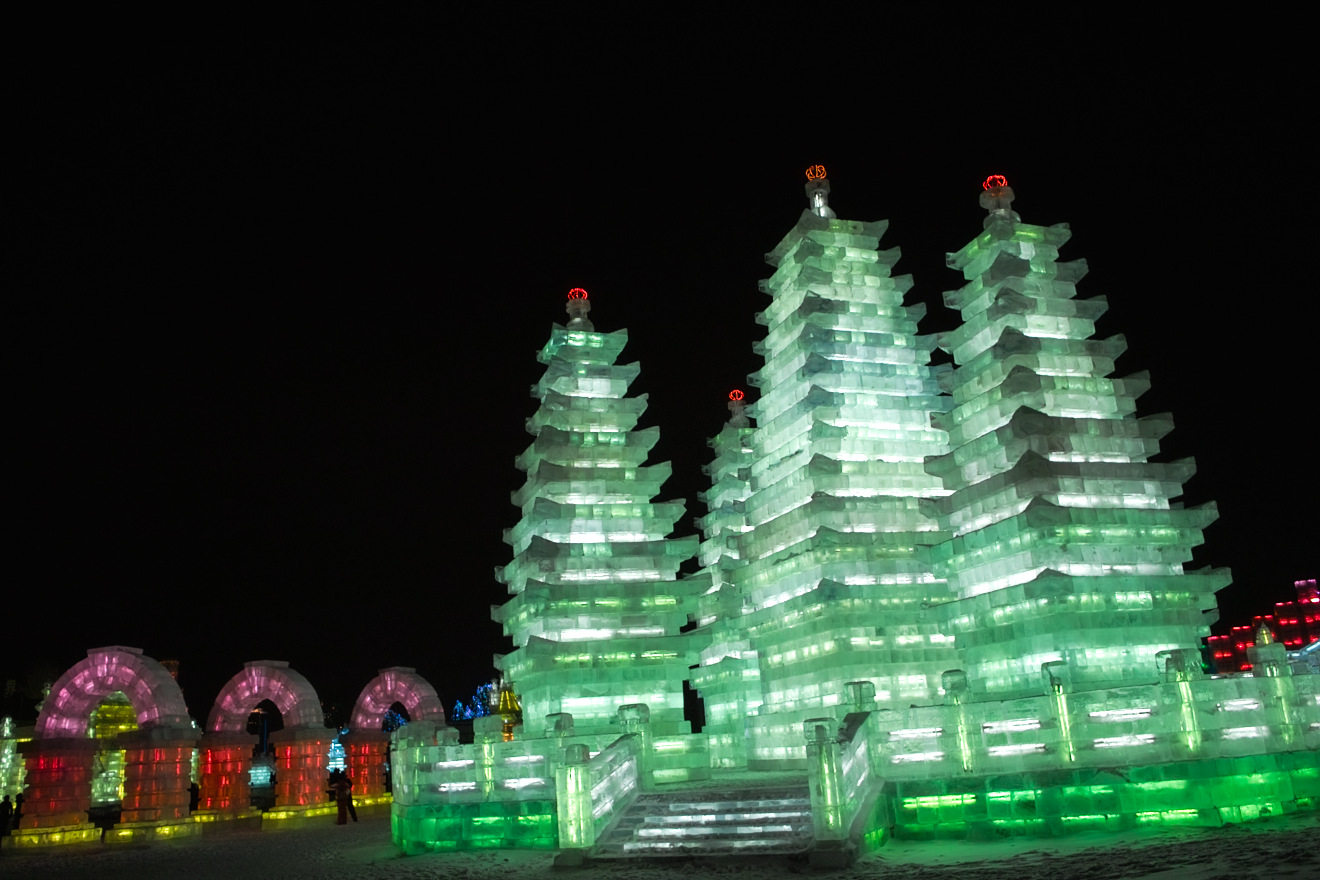
Sculptură în gheţă la Harbin
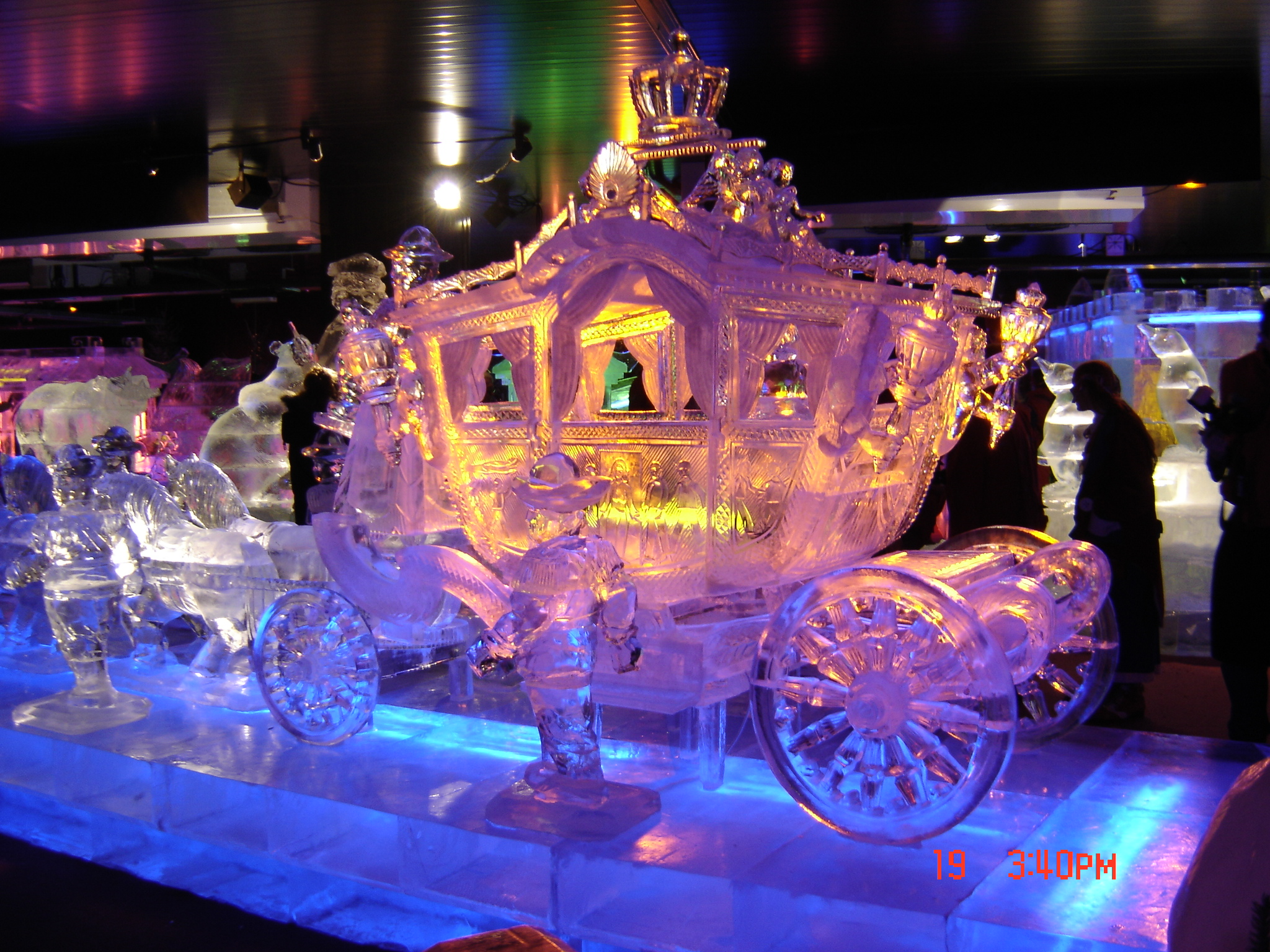
Caleaşca de aur (sculptură în gheţă)
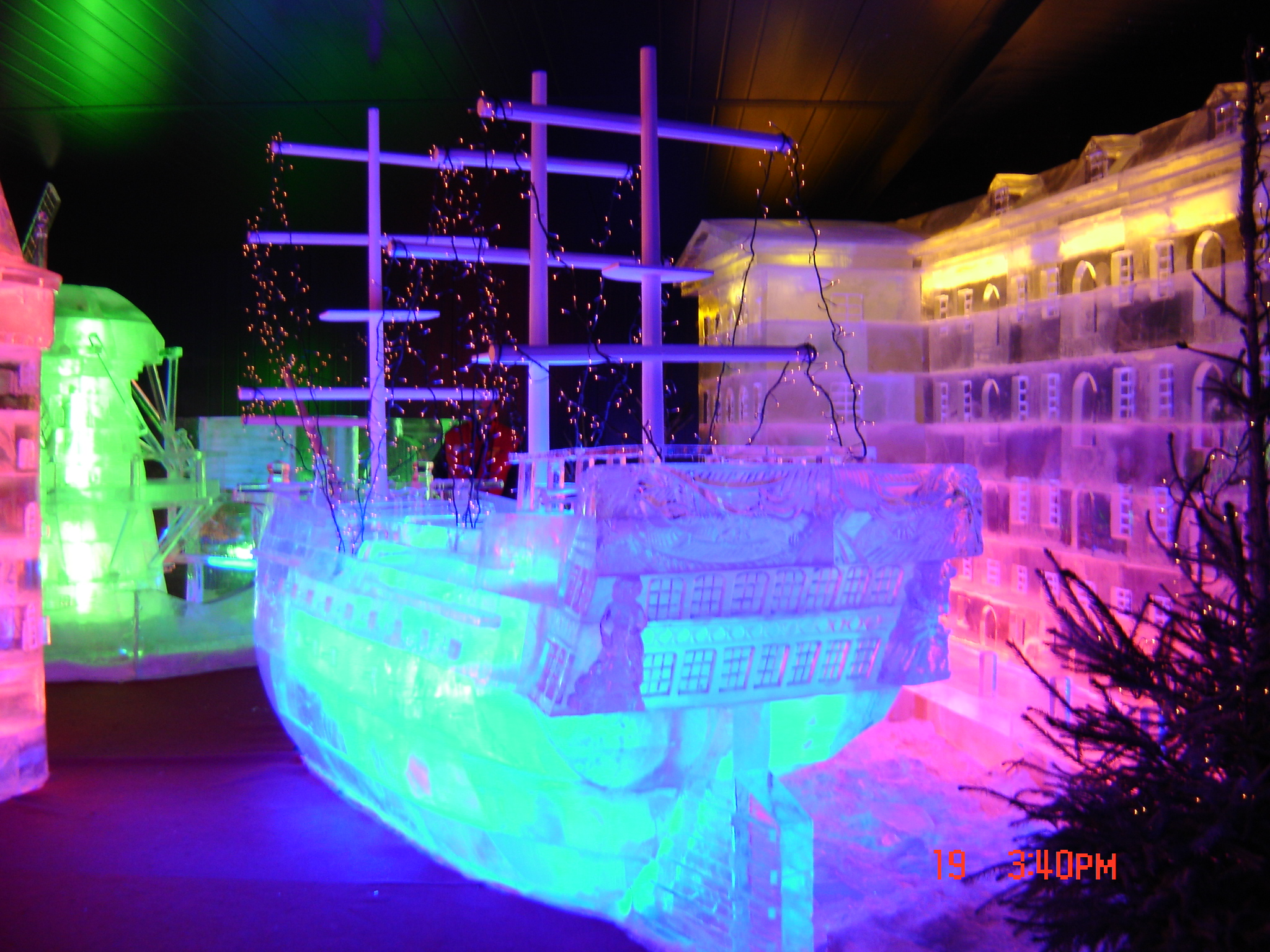

## Articole pe teme de glaciologie
- Aisberg
- Alpii înalți
- Antarctica
- Arctica
- Ablație (fenomen)
- Balanța masei unui ghețar
- Banchiză
- Calotă glaciară
- Calotă polară
- Circ glaciar
- Climatul calotelor polare
- Criosferă
- Ecoton, tranziția între două comunități ecologice
- Efectul de trecere, efectul de contrast între mediile diferite ale unui ecosistem
- Efectul Massenerhebung
- Gheață
- Ghețar
- Glaciologie
- Încălzirea globală
- Înzăpezire
- Lac glaciar
- Linia arborilor
- Linia ghețarilor
- Linia înghețului
- Linia de îngheț (astrofizică)
- Linia zăpezii
- Listă de țări în care ninge
- Listă de lacuri din România
- Morenă
- Nivologie
- Sculptură în gheață
- Spărgător de gheață
- Tundră
- Tundră alpină
- Zăpadă
- Zonă de ablație
- Zonă de acumulare

## Surse și legături externe

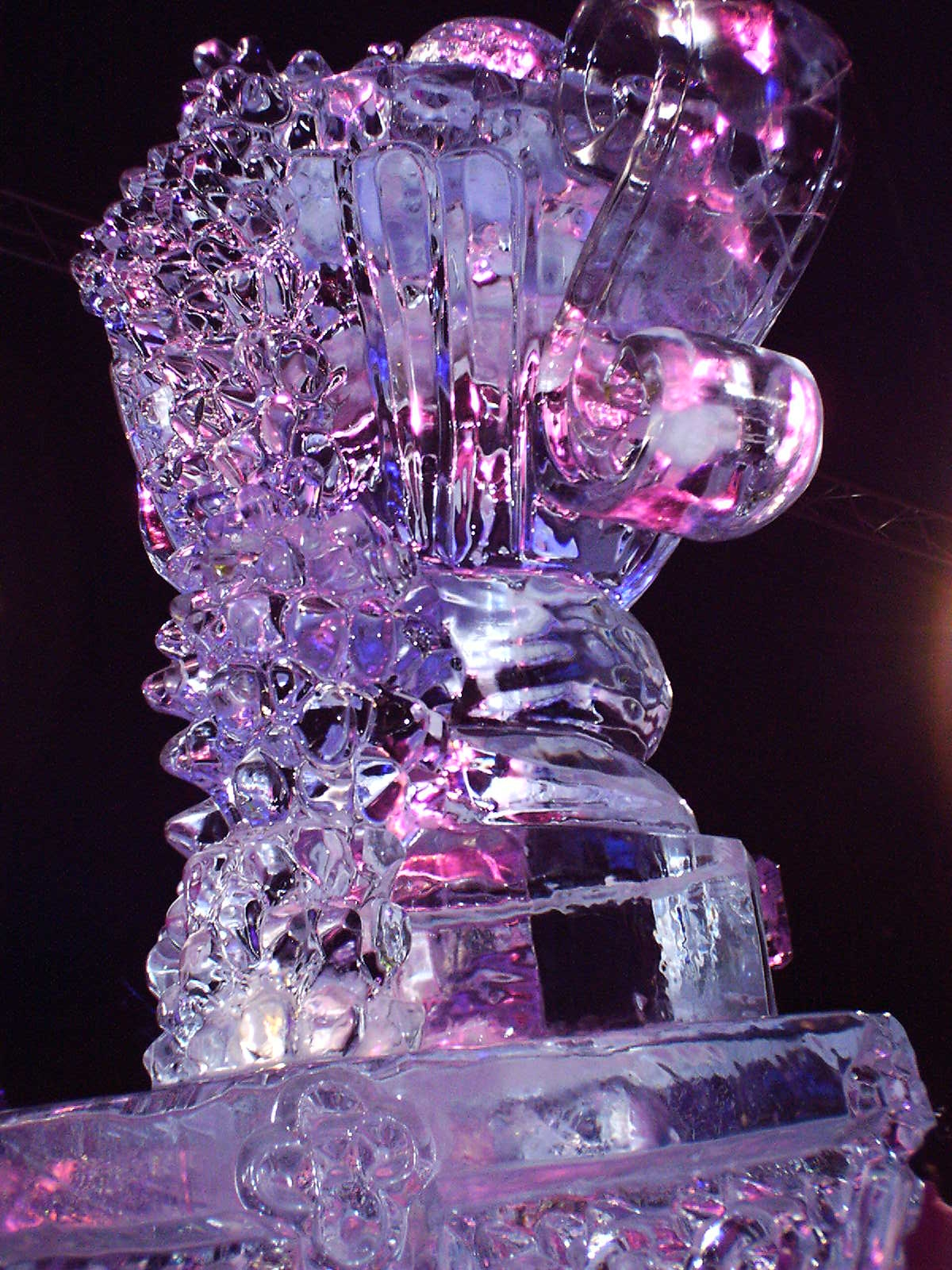
Sculptură în gheață